# Necroscardia
Necroscardia är ett släkte av fjärilar. Necroscardia ingår i familjen äkta malar.
Kladogram enligt Catalogue of Life:
| Necroscardia | \| \| Necroscardia funeratella \| \| \| \| \| \| Necroscardia morticina \| \| \| \| |
|              | \| \| Necroscardia funeratella \| \| \| \| \| \| Necroscardia morticina \| \| \| \| |
|              | Necroscardia funeratella                                                            |
|              |                                                                                     |
|              | Necroscardia morticina                                                              |
|              |                                                                                     |